# Нільтава блакитногорла
Нільтава блакитногорла (Cyornis turcosus) — вид горобцеподібних птахів родини мухоловкових (Muscicapidae). Мешкає в Південно-Східній Азії.

## Поширення і екологія
Блакитногорлі нільтави мешкають на півдні Малайського півострова, на Суматрі і на Калімантані. Вони живуть в сухих, вологих тропічних лісах, в мангрових і бамбукових лісах, на болотах. Це рідкісний птах на Малайському півострові, де він живе на висоті до 60 м над рівнем моря. На Калімантані це поширений вид птахів, там блакитногорлі нільтави живуть на висоті до 600 м над рівнем моря.

## Поведінка
Блакитногорлі нільтави харчуються комахами, яких ловлять в нижньому ярусі лісу. Сезон розмноження триває з квітня по липень.

## Збереження
МСОП вважає стан збереження цього виду близьким до загрозливого. Йому загрожує знищення природного середовища.